# Buam-dong, Seoul
Buam-dong (koreanska: 부암동) är en stadsdel i stadsdistriktet Jongno-gu i Sydkoreas huvudstad Seoul. I stadsdelen ligger Changuimun, en stadsport byggd på slutet av 1390-talet. 